# Tipula (Eumicrotipula) glaphyroptera
Tipula (Eumicrotipula) glaphyroptera is een tweevleugelige uit de familie langpootmuggen (Tipulidae). De soort komt voor in het Neotropisch gebied.